# اودوبنویه
اودوبنویه (به لاتین: Udobnoye) یک منطقهٔ مسکونی در روسیه است که در استان آمور واقع شده‌است.